# Натора
Натора (рос. Натора) — село у Ленському улусі Республіки Сахи Російської Федерації.
Населення становить 411  осіб. Належить до муніципального утворення Наторінський наслег.

## Історія
Згідно із законом від 30 листопада 2004 року органом місцевого самоврядування є Наторінський наслег.

## Населення
| 2002 | 2010 | 2012 | 2013 | 2014 | 2015 | 2016 |
| ---- | ---- | ---- | ---- | ---- | ---- | ---- |
| 400  | ↗441 | ↘435 | ↘421 | ↗427 | ↘416 | ↘415 |
| 2017 | 2018 |      |      |      |      |      |
| ↗416 | ↘411 |      |      |      |      |      |